# Едвард Исто
Едвард Исто (28 ноември 1865 – 14 октомври 1905) е финландски художник, най-разпознаван заради патриотичната си картина против русификацията – Атаката („Hyökkäys“)

## Биография
Едвард Исто е най-малкият от девет деца. Единствен от цялото семейство посещава училище (най-близкото такова е на шест мили). Не може да продължи след началните класове обаче, защото най-близкото средно училище е прекалено далече. Когато става на 18, Исто заминава за Övertorneå в Швеция, където работи в декоративна компания, принадлежаща на един от братовчедите му.
През 1888 се мести в Хелзинки, където учи изкуство и дизайн в университета Аалто, но поради липсата си на образование, следването му не продължава дълго. Издържа се чрез рисуване и декориране, както и работи за архитекта Карл Август Вреде (1859 – 1943). Придобитият опит му дава възможност отново да се завърне в университета и да завърши.
През 1895 г., Исто кандидатства за държавна субсидия, която да му позволи да продължи образованието си в Берлин, в Пруската академия на изкуствата. Тук, Исто насочва вниманието си към рисуването на портрети.

## „Атаката“
Докато следва в Берлин, една от особено актуалните теми във Финландия е русификацията. В отговор, Едвард Исто рисува „Атаката“ (Hyökkäys). Картината показва двуглавият руски орел, нападащ Финландската девица (символът на Финландия). Взима със себе си картината в Хелзинки и я излага тайно във вила на негов приятел. Там, картината бива възпроизведена и разпространена до други части на Финланфия, Германия и Швеция.

## Смърт
След кратко завръщане в Берлин, Исто се установява в Алаторио през 1901 г., където е гост на местния викарий. Там продължава да рисува портрети, най-известният от коието е този на политика и педагога Мауно Розандал (1848 – 1917). През 1902 г. обаче по време на политическо пречистване, викарият е заточен в Сибир. Три години по-късно, Исто придружава двама от синовете на викария на посещение до Сибир. По време на пътуването се заразява с тиф. Здравето му е силно влошено и малко след като се връща се във Финландия, Исто умира от пневмония. През 1936 г. гробът му в Алаторио е украсен със скулптура, базирана на известната му картина.